# Roger de Bussy-Rabutin
Pour les articles homonymes, voir Bussy et Rabutin.
Roger de Rabutin, comte de Bussy, connu sous le nom de Bussy-Rabutin (13 avril 1618 à Saint-Émiland - 9 avril 1693 à Autun), est un lieutenant-général des armées du roi Louis XIV, courtisan de la cour de France, philosophe et écrivain épistolaire, pamphlétaire, satirique et libertin et membre de l'Académie française.

## Biographie

### Origines et études
Né le 13 avril 1618 au château d'Epiry (actuelle commune de Saint-Émiland, près d'Autun) dans l'Autunois, en Bourgogne, Roger de Bussy-Rabutin est le troisième fils de Diane de Cugnac et de Léonor de Rabutin, mestre de camp du régiment de Bussy-Rabutin et lieutenant du roi Louis XIII en Nivernais. La mort de ses frères fera de lui le seul représentant de sa famille.
Après des études plutôt brillantes chez les jésuites à Autun, puis au collège de Clermont à Paris, il entre dans l’armée à l’âge de seize ans, en 1633, en tant que premier capitaine du régiment de Bussy-Rabutin (régiment d'infanterie de son père). 

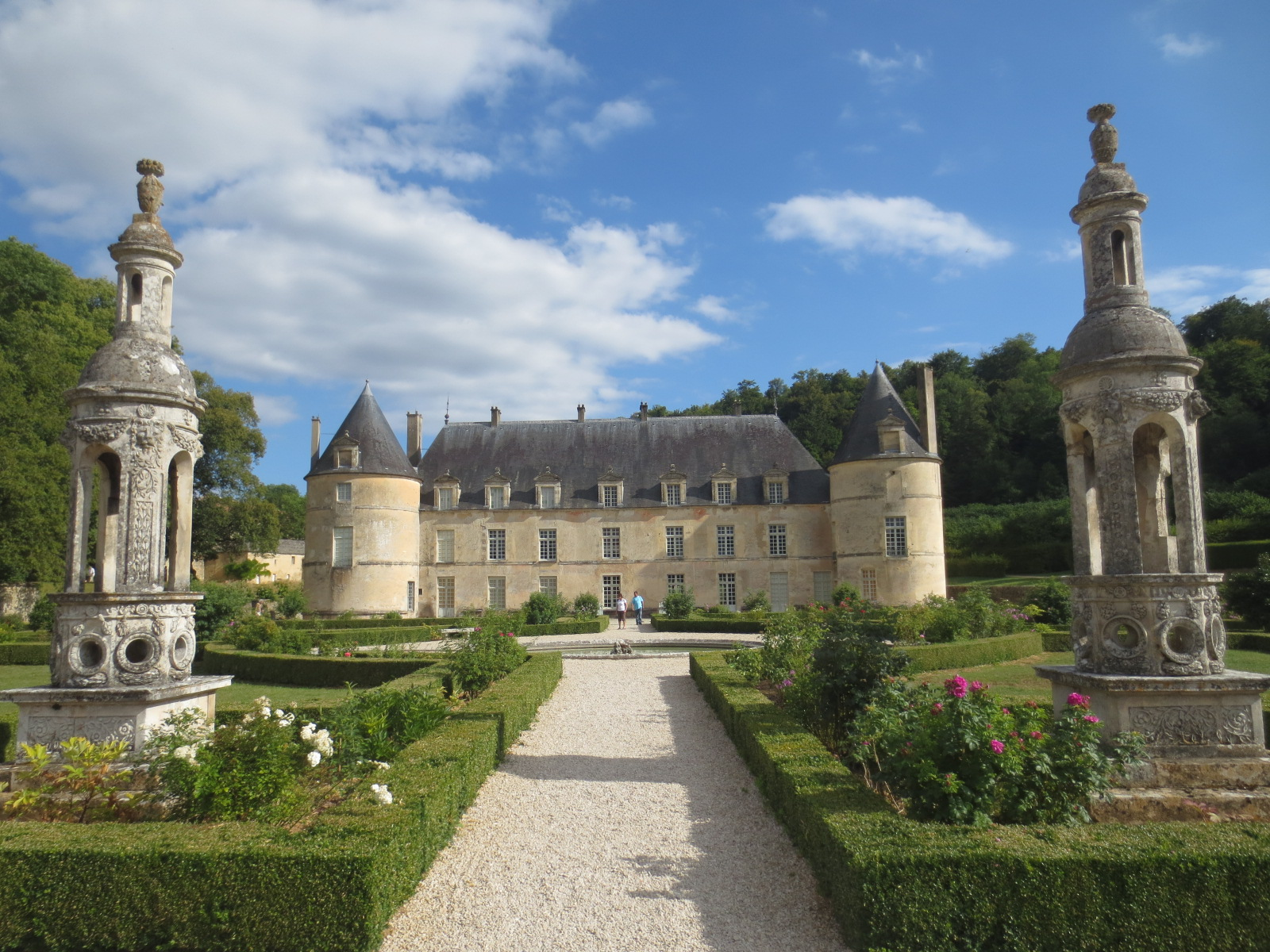
Château de Bussy-Rabutin en Bourgogne.

### Début de carrière militaire
En 1634, il prend la tête du régiment de Bussy-Rabutin que lui cède son père. Sous la direction du maréchal de France et du duc de La Force Jacques Nompar de Caumont, il participe aux sièges de La Mothe-en-Bassigny, place forte du duché de Lorraine, des communes de Soulaucourt-sur-Mouzon et d'Outremécourt (Haute-Marne). Il fait ensuite la plupart des campagnes de la guerre de Trente Ans : prise des châteaux de Moyenvic, de Charmes et de Neufchâteau en 1635 ; batailles et sièges de Colloredo, de Pesmes, du château de Balançon, de Dole, de Roye, de Corbie, de Landrecies et de Maubeuge en 1637.
En 1639, il combat à Thionville, à Arras en 1640, puis à Bapaume en 1641 et à Lens.
Il dit lui-même que ses deux ambitions sont de devenir « honnête homme » et de « parvenir aux grands honneurs de la guerre. »

### Années 1640-1650
En 1641, le cardinal de Richelieu le fait emprisonner cinq mois à la Bastille pour le punir de négligences dans son service, des soldats s'étant livrés à la contrebande du sel. Il y fait une rencontre déterminante, celle du maréchal François de Bassompierre, célèbre pour ses galanteries, emprisonné pour avoir comploté contre Richelieu.
Sa jeunesse tumultueuse le conduit à se battre en duel, à rechercher les aventures galantes mais aussi à se « polir » dans les salons, notamment en compagnie de sa cousine appelée à la notoriété littéraire, la marquise de Sévigné, et à aiguiser son esprit piquant. 

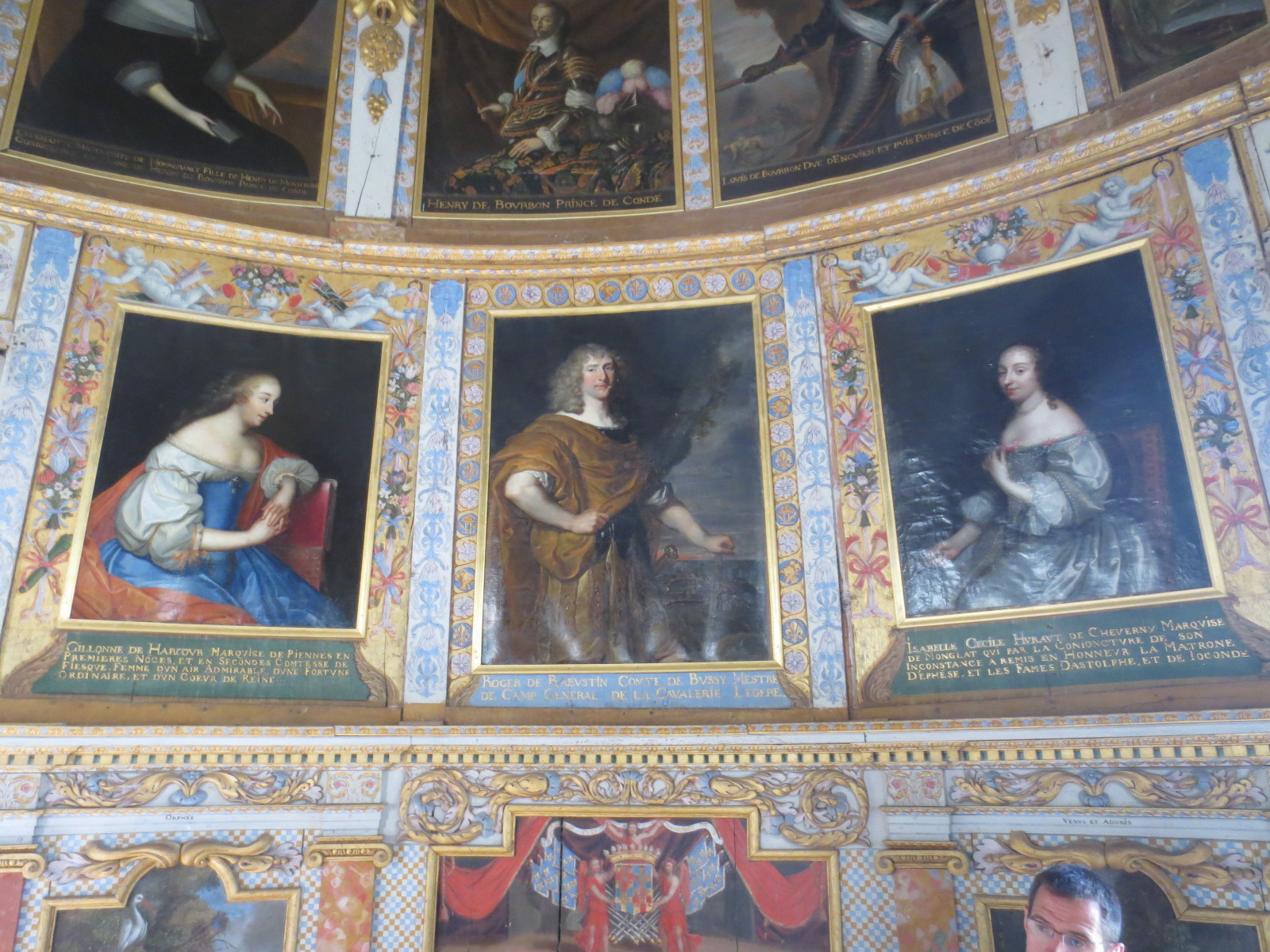
Portrait de Roger de Bussy-Rabutin, au centre, dans son château de Bussy-Rabutin (à gauche, Gilonne d'Harcourt ; à droite la marquise de Montglas).

Le 28 avril 1643, il épouse sa cousine Gabrielle de Toulongeon, fille d'Antoine II et Françoise de Toulongeon, petite-fille de sainte Jeanne de Chantal, avec qui il aura trois filles : Diane, Charlotte et Louise-Françoise. Il quitte alors l'armée quelque temps.
En 1644, il achète la charge de lieutenant de la compagnie de chevau-légers d'ordonnance du prince de Condé Henri II de Bourbon-Condé.
En 1645, il hérite, de son père, la charge de lieutenant du roi en Nivernais. Il sert sous le prince Louis II de Bourbon-Condé (le grand Condé) en Catalogne, où il se signale par une fameuse débauche à Lérida, et fait campagne sous Turenne.
Veuf dès 1646, il tente d’enlever Madame de Miramion, une riche veuve âgée de vingt ans dont il se croit aimé. Cette affaire est arrangée, non sans difficulté, avec un dédommagement considérable de la part de Bussy-Rabutin, qui épouse ensuite Louise de Rouville (proche de la famille du duc d'Orléans). Madame de Miramion irréprochable et édifiante, qui lui pardonne, entre en religion et consacre le reste de sa vie et de sa fortune à des œuvres de charité.
Il combat avec une certaine distinction pendant la guerre civile qui éclate pendant la régence de la reine Anne d'Autriche, puis pendant la guerre contre l'Espagne. Ayant pris d'abord le parti de la Fronde des Princes, il se rallie rapidement au jeune roi Louis XIV et le sert dans le Nivernais et au siège de Montrond. Il est récompensé de ses services en obtenant la charge de mestre de camp général de la cavalerie légère et la commission de lieutenant-général des armées du Roi.
En 1654, il accompagne le prince Armand de Bourbon-Conti en Catalogne, puis prend part aux campagnes suivantes sous les ordres du maréchal Turenne dans les Flandres. Il participe au siège de Mardyck en 1657 et se distingue, entre autres, à la bataille des Dunes en 1658.
Enclin aux querelles de préséance, imprudent et impudent, sa vanité et son habitude de composer des chansons satiriques et médisantes lui aliènent Turenne, ainsi que beaucoup de hauts personnages de l’armée et de la cour de France ; il ne sera jamais fait maréchal de France.

### Libertinage, retrait et fin de vie
À Pâques 1659, il participe à une orgie qui fait grand scandale au château de Roissy, durant la semaine sainte, ce qui lui vaut d'être exilé par Mazarin dans ses châteaux de Bussy-Rabutin et de Chazeu, sur ses terres de Bourgogne. Il met à profit ses loisirs imposés en composant, pour distraire sa maîtresse, la marquise de Montglas, tombée malade, son célèbre roman satirique l’Histoire amoureuse des Gaules, pamphlet outrecuidant racontant les frasques de la haute noblesse française de la cour de France.
Copié, puis publié contre son gré par l’intrigante marquise de La Baume, ce manuscrit circule librement en provoquant le scandale, suscitant de nombreuses copies ou suites apocryphes. Cette chronique évoque, avec autant de malignité que de talent de plume et d'esprit, les mœurs galantes de la cour durant la jeunesse de Louis XIV, ce qui lui vaut le surnom de « Pétrone français ». Ses Maximes d’amour sont appréciées du roi lui-même. Élu à l’Académie française, il y est reçu en 1665 au fauteuil 20 de Nicolas Perrot d'Ablancourt.
Accusé de ne pas avoir épargné la réputation de la belle-sœur du roi, Henriette d'Angleterre, Bussy fait parvenir, par l'intermédiaire de son ami proche du roi, le duc de Saint-Aignan, un exemplaire de son Histoire à Louis XIV. Il espère ainsi démentir la rumeur et tenter de se disculper. Louis XIV, convaincu de sa duplicité et désireux de faire un exemple pour satisfaire sa très dévote mère, la reine Anne d'Autriche, fait embastiller le libertin le 17 avril 1665.

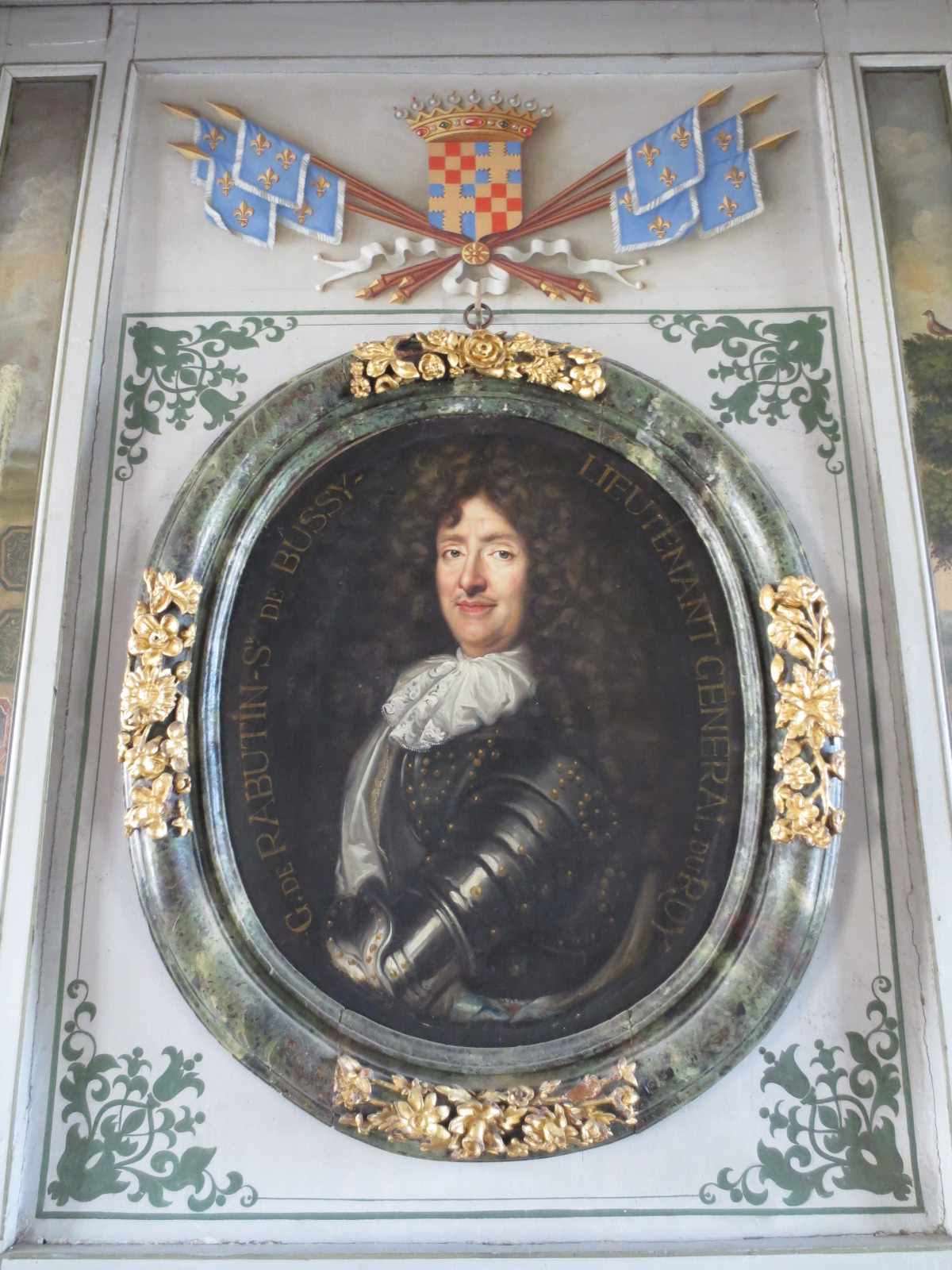
Portrait de Roger de Bussy-Rabutin, de son château de Bussy-Rabutin en Bourgogne.

Malade, il est libéré au bout de treize mois et exilé à nouveau, cette fois définitivement, dans son château de Bussy-Rabutin en Bourgogne, où il passe les vingt-sept dernières années de sa vie, quelques courts séjours à Paris lui étant autorisés après 1685. Bussy-Rabutin ressent profondément cette disgrâce qu’il estime imméritée. Son amertume vis-à-vis de sa brillante carrière militaire brisée est plus grande encore.
Il met son exil à profit pour écrire ses Mémoires et embellir ses demeures, notamment son château de Bussy-Rabutin avec des devises, des peintures tirées de la mythologie et près de cinq cents portraits de personnages célèbres de la cour, accompagnés de commentaires souvent spirituels, parfois acerbes.
Sa fille Louise-Françoise de Bussy-Rabutin, jeune veuve du marquis de Coligny et fort jolie, épouse en secret l'ami de son père Henri François de la Rivière. Furieux, Bussy-Rabutin vient l'enlever dans sa demeure de Lanty et la séquestre. Un long procès s'ensuit, à l'issue duquel le père est contraint de libérer sa fille qui retrouve son mari et ses enfants.
En 1683, Louis XIV lui pardonne enfin en l'autorisant à assister à son lever ; un des moments les plus enviés de la vie de cour. Néanmoins, il reçoit à la cour un accueil d’une telle froideur que son séjour provincial lui paraît préférable. Il y retourne d'ailleurs achever sa vie.
En 1691, le roi lui accorde une pension de 4 000 livres, en témoignage de son pardon accordé.
Roger de Bussy-Rabutin meurt brutalement d'apoplexie le 9 avril 1693 à Autun. Il est inhumé à l'église Notre-Dame-du-Châtel d'Autun, disparue à la Révolution. Sa fille Louise-Françoise de Bussy-Rabutin fait graver sur sa tombe une épitaphe affirmant que son père « fut l'auteur d'un genre d'écrire inconnu jusqu'à lui ». 
Bussy-Rabutin est père de cinq filles et deux fils, dont Michel-Celse-Roger de Bussy-Rabutin. Celui-ci est évêque de Luçon et comme son père, élu à l’Académie française, ayant eu « l’à-propos de ne rien écrire ». Michel-Celse-Roger de Bussy-Rabutin est également appelé le « Dieu de la bonne compagnie », de par un don de plaire qui lui est caractéristique.

## Citations
- « À propos de lettres, les meilleurs exemples dont vous puissiez vous inspirer sont Cicéron, le cardinal d'Ossat, Mme de Sévigné, et le comte de Bussy-Rabutin (...). Pour l'enjouement et le badinage, personne n'égale le comte de Bussy et Mme de Sévigné » Lettre de Lord Chesterfield (1694-1773) à son fils naturel Philippe Stanhope (+ 1768), Londres, 20 juillet 1747 (Paris, Jules Labitte, 1842, arch. pers.).
- « L'extravagance est un privilège du réel », cité par Gérard Genette dans Figures II.
- L'absence est à l'amour ce qu'est au feu le vent ; il éteint le petit, il allume le grand.

## Œuvre littéraire
- Histoire amoureuse des Gaules est un jeu d’écriture mondain avec des histoires galantes à clés, à peine transposées, de fins portraits et des passages adaptés de Pétrone qui devaient amuser ses contemporains.
- Extrêmement animés, pleins de caractère, ses Mémoires, publiés après sa mort, possèdent tout le charme d’un roman d’aventure historique de cape et d’épée.
- Sa correspondance épistolaire volumineuse ne le cède en variété et en intérêt qu’à peu d’autres du genre, à part celle de sa cousine la marquise de Sévigné, fort blessée du cruel portrait qu’il avait fait d’elle dans son Histoire amoureuse des Gaules où il l’a dépeinte « inégale jusqu’aux paupières et aux prunelles de ses yeux. » C’est grâce à Bussy-Rabutin que les lettres de cette dernière sont rendues publiques.
- Bussy-Rabutin est également l’auteur d’une Histoire généalogique de la maison de Rabutin restée en manuscrit jusqu’en 1866 alors que ses Réflexions sur la guerre et d’autres textes de diverses inspirations furent publiées en 1731. Il a également écrit d’importants Discours à sa famille où il fait servir sa propre vie à un but moral mais surtout pour obtenir son retour en grâce.
- Bussy-Rabutin et les femmes ; Lettres d’exil. Choix de lettres, annexes et commentaires du Groupe Patrimoine écrit de Bourgogne UTB Chalon. Université pour Tous de Bourgogne, Centre de Chalon sur Saône, 2005, 334 pages.  (ISBN 2-9522239-1-2)

## Publications
- Histoire amoureuse des Gaules (1666), suivie des Romans historico-satiriques du XVIIe siècle, Paris : Jean-Augustin Grangé, 1754. Texte en ligne : Tome I sur Gallica, Tome II sur Gallica, Tome III sur Gallica, Tome IV sur Gallica, Tome V sur Gallica. Édition moderne présentée, établie et annotée par Roger Duchêne, Folio, Gallimard, 1993,  (ISBN 2-07-038615-5)
- Carte géographique de la cour et autres galanteries, Cologne : Pierre Marteau, 1668. Texte en ligne sur Gallica.
- Mémoires, Paris : J. Anisson, 1696. Édition moderne présentée, établie et annotée par Daniel-Henri Vincent, Le Temps retrouvé, Mercure de France, 2010,  (ISBN 978-2-7152-2949-5)
- Lettres de messire Roger de Rabutin, comte de Bussy, Paris : F. Delaulne, 1720. Texte en ligne : « Tome I »(Archive.org • Wikiwix • Archive.is • Google • Que faire ?) « Tome II »(Archive.org • Wikiwix • Archive.is • Google • Que faire ?) « Tome III »(Archive.org • Wikiwix • Archive.is • Google • Que faire ?).
- Discours à sa famille. Manuscrit Édition moderne préfacée par Yves Coirault, Précy-sous-Thill : Armançon, 2000,  (ISBN 2-84479-015-1).

### Représentations cinématographiques
- Dans la mini-série D'Artagnan amoureux (1977) de Yannick Andréi, Bussy-Rabutin est interprété par Bruno Garcin.
- Dans le téléfilm Madame de Sévigné : Idylle familiale avec Bussy-Rabutin (1979), Bussy-Rabutin est interprété par Jean-Claude Bouillon.